# Canthidium annagabrielae
Canthidium annagabrielae är en skalbaggsart som beskrevs av M. Alma Solis och Kohlmann 2004. Canthidium annagabrielae ingår i släktet Canthidium och familjen bladhorningar. Inga underarter finns listade.